# Guillaume Gauclin
Guillaume Gauclin est un footballeur français né le 17 juin 1981 à Évreux. Il joue au poste de gardien de but avec le FR Haguenau.

## Biographie
Guillaume Gauclin commence sa carrière en se formant sous l'égide du club de football ALM Évreux.
Lors de la saison 2008-2009 il a un rôle de doublure et ne joue que 6 matchs en championnat. Mais cela lui permet de profiter de la rotation des gardiens effectuée par Victor Zvunka dans les coupes nationales et de ce fait, de disputer et gagner la finale de la Coupe de France face au Stade rennais, le 9 mai 2009. Il jouera également un match de Ligue Europa à Hambourg (défaite 3-1).
En juin 2010, il rejoint le VOC, qu'il quitte en juin 2012.
Le 29 décembre 2012, il s'engage avec le RC Strasbourg, alors en CFA, pour y jouer plus de 60 matchs jusqu'en 2015, participant à la remontée du club en National.
Il joue, de 2016 à 2021, au Sporting Club de Schiltigheim, club de CFA2 de la périphérie strasbourgeoise.
En 2021, il s’engage avec le FR Haguenau en National 2 où il restera une saison.
Sa reconversion professionnelle a été brillamment préparée à travers un métier de négociateur immobilier en Alsace ou il réside.

## Carrière
- 1987-1997 :  Paotred Rosko
- 1997-2010 :  EA Guingamp
- 2003-2003 :  ES Wasquehal
- 2005-2005 :  FC Lorient
- 2010-2012 :  Vannes OC[1],[2]
- 2012-2015 :  RC Strasbourg
- 2016-2021 :  SC Schiltigheim
- 2021-2021 :  FR Haguenau

## Palmarès
- Vainqueur de la Coupe de France en 2009 avec Guingamp